# GMC・テレイン
テレイン (TERRAIN)は、GMが製造、GMCブランドで販売している自動車である。

## 初代 (2009–2017年)
2009年、ニューヨーク国際オートショーにおいて発表。フルサイズのGMC・アカディアに続くGMC第二のCUVであり、同ブランドのエントリーモデルとなる。また、ボディ・オン・フレーム型の中型SUVであるGMC・エンボイ、およびGMCと同じディーラー網で販売されていたポンティアックの中型CUVであるトレント（シボレー・エクイノックスのリバッジモデル）の事実上の後継車種でもある。
プラットフォームはシボレー・エクイノックスやオペル・アンタラ、キャデラック・SRXなどと同じGMシータプラットフォーム（英語版）を採用する。エンジンは当初直列4気筒 2.4 L SIDI VVTと、V型6気筒 3.0 L SIDI VVTの2種類が用意され、これに6速ATが組み合わせられる。駆動方式はFWDとAWDがラインナップされる。
2013年モデルイヤーから従来の3.0 Lに代わって3.6 L V6エンジンが搭載される。これにより最高出力と最大トルクはそれぞれ301 hp (224 kW) と272 lb.-ft. (369 Nm) に引き上げられる。一方で燃費は従来と同程度に留められている。
生産はシボレー・エクイノックスとともにCAMIオートモーティブにて行われている。なお、中東地域で販売されているテレインはオペル・アンタラのリバッジで、北米向けとは別物である。

### テレインデナリ
2013年モデルから豪華版グレードのデナリが新たにラインナップに加わる。デナリは2.4 Lと3.6 L、FWDとAWDのいずれにも設定され、デュアルフローダンパーで足回りが強化されるほか、2.4 Lには18インチ、3.6 Lには19インチホイールがそれぞれ装着される。外観面ではデナリ専用のクロムグリル、専用デザインのヘッドランプおよびリアランプ、サテンクロムアクセント、サテンクロムモールを施されたボディ同色のロッカーパネル、クロムエキゾーストパイプ（2.4 Lはシングル、3.6 Lはデュアル）などが装備される。内装面ではシート、ドア、ステアリングホイールがジェットブラックレザーで革装され、マホガニーの木目パネルがダッシュボードやステアリングホイールに用いられている。運転席および助手席は8-ウェイパワーシートが装備され、フロントシートバックにはデナリのロゴがエンボス加工されている。また、GMCの新しいインフォテインメントシステムであるIntelliLink（英語版）が標準装備される。

## 2代目 (2017-年)
2017年1月、北米国際オートショーにて2代目モデルとして発表された。発売は2017年夏で、エンジンは1.5Lと2.0Lのターボチャージャー付き直列4気筒、1.6Lの直列4気筒ディーゼルの3つから選ぶことができる。

2代目は全てのグレードで助手席を折り畳むことができ、最大8フィートの長さの荷物を搭載できる他、専用スイッチのトランスミッションシフター、センターコンソール下のパススルー収納エリア、グローブボックスに上の収納スペースを備えている。また、ドライバーインフォテインメントシステムや、Apple CarPlayとAndroid Autoを備えた7インチタッチスクリーンインフォテインメントシステム、4つのUSBポート（1つのType-Cポートを含む）、キーレス開閉とスタート、トラクション選択システム、アクティブグリルシャッターなどが搭載される。SLEとSLTディーゼルモデルはガソリンモデルよりも多くの機能を備えている。

### フェイスリフトモデル

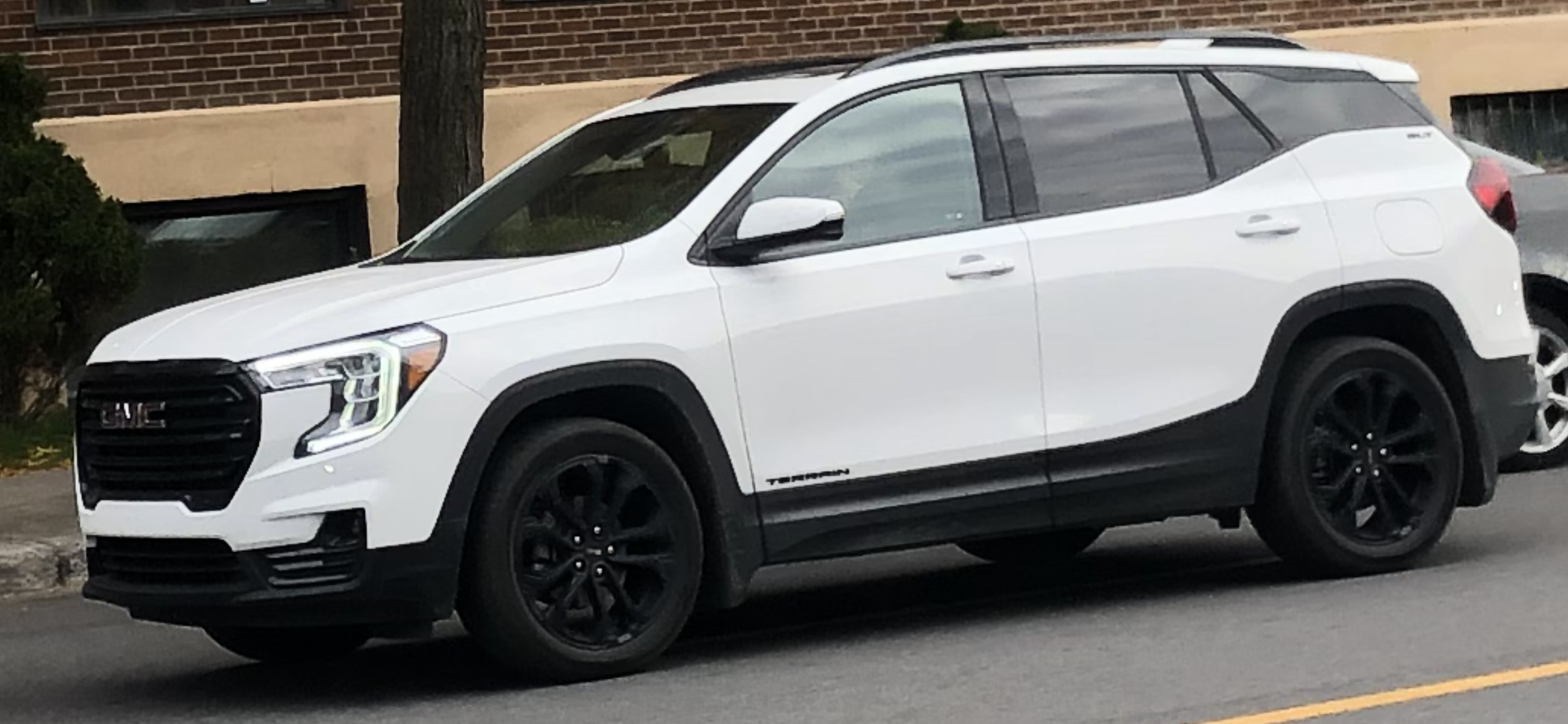
2022年モデル

2020年2月、テレインのマイナーチェンジモデルが発表された。当初は2021年モデルとして2020年に発売される予定だったが、生産上の問題とCOVID-19の影響で、2022年モデルとして2021年夏に発売された。

## 車名
「TERRAIN (テレイン)」は、英語で「地域、地勢、地形」を意味する。